# 中村弘毅
中村 弘毅（なかむら こうき / ひろたけ、天保9年（1838年）11月－明治20年（1887年）7月3日）は、幕末の土佐藩士。明治政府において太政官内閣書記官長・元老院議官などを歴任した。通称は小文次・幹之助・禎助。

## 来歴・人物
文久2年（1862年）に藩校致道館の設立と同時に助教となり、同年中に教授に昇進、以後小監察・郡奉行・京都留守居役などを歴任する。
戊辰戦争では板垣退助率いる御親征先鋒迅衝隊(土佐藩)の軍監となって従軍し維新の功を成した。
このことにより、明治元年（1868年）に新政府に召されて刑法官権判事に就任し、民部大丞・宮内大丞などを歴任するが、後に免官・位記剥奪処分を受ける。後に右大臣岩倉具視の取り成しによって復官し、明治10年（1877年）に太政官大書記官、2年後に初代内閣書記官長となる（ただし、この時代の内閣は今日の内閣制度とは違い太政官内の非公式合議体であった）。
明治13年（1880年）に元老院議官に任ぜられ従四位に叙せられる。明治17年（1884年）に工部少輔に転じるが間もなく元老院議官に復帰した。政治的には佐々木高行や谷干城、土方久元と同じ天皇親政・保守強硬派（中正派）に属していたが、藩閥主導の政治を変えるためには土佐の保守派と自由民権派が手を携えるべきであると考えて両者の提携に尽力したが、志半ばで病死した。

## 栄典
- 1886年（明治19年）11月16日 - 正四位[3]
- 1887年（明治20年）7月3日 – 従三位[4]